# Пономарёв, Алексей Дмитриевич
 Алексе́й Дми́триевич Пономарёв (Понамарёв) (1902—1949) — советский военнослужащий. Участник Великой Отечественной войны. Герой Советского Союза (1946). Гвардии младший сержант.

## Биография
Алексей Дмитриевич Пономарёв родился в 1902 году в губернском городе Твери, административном центре Тверской губернии Российской империи (ныне город, областной центр Тверской области Российской Федерации) в семье рабочего. Русский. Образование неполное среднее. Перед войной жил в городе Тихорецке Краснодарского края. Работал в ремонтно-строительных мастерских.
В ряды Рабоче-крестьянской Красной Армии А. Д. Пономарёв был призван Тихорецким районным военкоматом Краснодарского края в 1944 году. Воевал на 1-м Белорусском фронте. В марте 1945 года младший сержант Пономарёв получил назначение на 2-й Украинский фронт в 4-й гвардейский казачий кавалерийский корпус. Его определили во 2-й эскадрон 40-го гвардейского кавалерийского полка 10-й гвардейской казачьей кавалерийской дивизии командиром отделения. 26 марта 1945 года корпус, в котором служил гвардии младший сержант А. Д. Пономарёв, был брошен в бой в ходе Братиславско-Брновской операции. 1-я гвардейская конно-механизированная группа 2-го Украинского фронта под командованием генерал-лейтенанта И. А. Плиева, в которую входил корпус, наносила удар из района Лева (Левице) на Нагишураны (Шурани) и Эршекуйвар (Нове-Замки). К исходу 27 марта 1945 года подразделения 40-го гвардейского кавалерийского полка с боем взяли сёла Рендва (Радава), Дольни-Огай и Гуль. Однако дальнейшее продвижение полка было остановлено яростным сопротивлением противника, удерживавшего заранее подготовленные и хорошо укреплённые позиции на берегу небольшой речушки Цетинка в междуречье Житавы и Нитры. Необходимо было произвести разведку с целью выявления слабых мест обороны противника. Добровольцем вызвался гвардии младший сержант А. Д. Пономарёв.
В ночь с 27 на 28 марта 1945 года гвардии младший сержант А. Д. Пономарёв под прикрытием сумерек в одиночку проник в расположение противника у села Фёдимеш (Уляны). Однако немцы обнаружили разведчика. В завязавшемся неравном бою Алексей Дмитриевич уничтожил трёх немецких солдат, но и сам был тяжело ранен. Фашисты подвергли разведчика жестоким пыткам, пытаясь выяснить планы советского командования, но Алексей Дмитриевич молчал. Тогда немцы облили его бензином и подожгли.
28 марта 1945 года казаки 40-го гвардейского кавалерийского полка штурмом взяли Фёдимеш, где по показаниям пленных немцев выяснили судьбу пропавшего разведчика. Однако в спешке наступления тело Алексея Дмитриевича не было найдено. К исходу 28 марта 1945 года полк форсировал реку Нитра в районе Нагишураны и завязал бои на плацдармах на правом берегу. Шедшая по местам боёв похоронная команда на окраине села обнаружила израненного, сильно обгоревшего, но живого бойца. Алексея Дмитриевича доставили в ближайший медсанбат, где врачам удалось спасти ему жизнь. После продолжительного лечения в госпиталях, А. Д. Пономарёв вернулся в Тихорецк. Устроился на работу в ремонтно-строительную контору и в скором времени был назначен её руководителем. 15 мая 1946 года Указом Президиума Верховного Совета СССР гвардии младшему сержанту Пономарёву было присвоено звание Героя Советского Союза. Полученные на фронте ранения и ожоги быстро сказались на здоровье Алексея Дмитриевича. Он умер в 1949 году. Похоронен в городе Тихорецке Краснодарского края.

## Награды
- Медаль «Золотая Звезда» (15.05.1946);
- орден Ленина (15.05.1946);
- орден Красной Звезды;
- медали.

## Документы
- Общедоступный электронный банк документов «Подвиг Народа в Великой Отечественной войне 1941—1945 гг.» Дата обращения: 5 октября 2012. Архивировано из оригинала 13 марта 2012 года.

Представление к званию Героя Советского Союза. Дата обращения: 5 октября 2012. Архивировано 12 декабря 2012 года.
- Обобщенный банк данных «Мемориал». Дата обращения: 5 октября 2012. Архивировано из оригинала 10 мая 2012 года.

ЦАМО, ф. 58, оп. А-40502, д. 1. Дата обращения: 5 октября 2012. Архивировано 12 декабря 2012 года.